# Stranger on the Third Floor

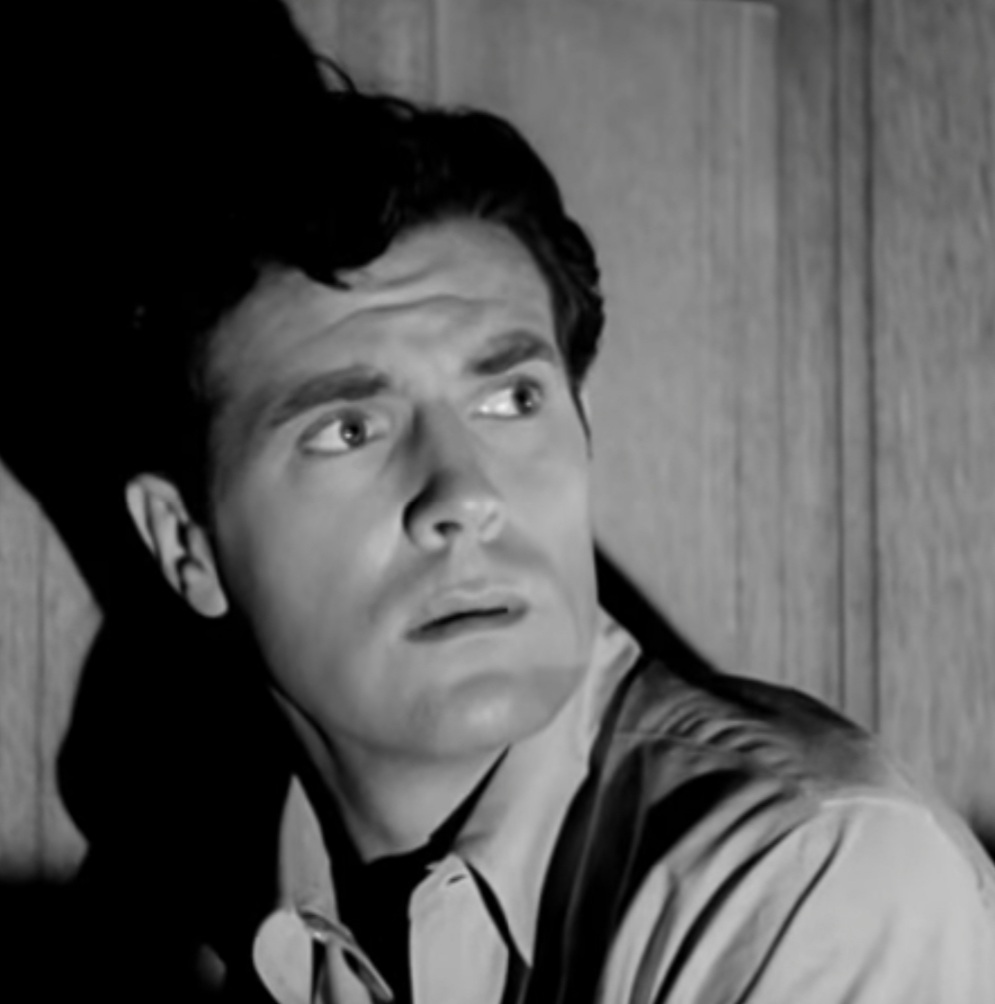
John McGuire en el tráiler de la película de 1940 Stranger on the Third Floor.

Stranger on the Third Floor (titulada El desconocido del tercer piso y El extraño del tercer piso en España y El misterio del tercer piso en México) es una película de cine negro estadounidense de 1940 dirigida por Boris Ingster y protagonizada por Peter Lorre, John McGuire y Margaret Tallichet, y con la participación de Elisha Cook, Jr. Fue escrita por Frank Partos. Después de una investigación, se ha demostrado que Nathanael West escribió la versión final del guion, pero no fue acreditado.
El desconocido del tercer piso a menudo es citada como la «verdadera» primera película del período clásico del cine negro (1940-1959),

 aunque otras películas que se ajustan al género, como Rebecca y They Drive by Night, se estrenaron con anterioridad. No obstante, tiene muchas de las características del cine negro: un entorno urbano, sombras densas, líneas diagonales, narración en off, una secuencia de sueños, ángulos de cámara bajos para escaleras de varios pisos y un protagonista inocente que, después de ser acusado falsamente de un crimen, busca limpiar su causa.

## Sinopsis
El reportero Michael Ward es el testigo clave en un juicio por asesinato. Su evidencia, que vio al acusado, Joe Briggs, parado sobre el cuerpo de un hombre en un restaurante, es fundamental para que Briggs sea declarado culpable.
Posteriormente, la prometida de Ward, Jane, comienza a preocuparse de que él no haya estado en lo correcto en lo que vio; finalmente, Ward se ve obsesionado por esta duda.
Una noche, fuera de su habitación en la casa donde vive, Ward ve a un sujeto de aspecto extraño. Persigue a este hombre por las escaleras y sale por la puerta principal, donde Ward lo pierde de vista. Ward siente que su vecino, un hombre al que odia, puede haber sido asesinado por el extraño. Ward tiene un sueño aterrador en el que el vecino es efectivamente asesinado y se sospecha de él.
Resulta que el vecino fue asesinado de la misma manera que el hombre del restaurante. Ward encuentra el cuerpo, notifica a la policía y señala las similitudes entre los dos asesinatos. Lo arrestan y, para exculparlo, Jane sale a buscar al hombre extraño.

## Reparto
- Peter Lorre como el extraño;
- John McGuire como Mike Ward;
- Margaret Tallichet como Jane;
- Charles Waldron como el fiscal de distrito;
- Elisha Cook, Jr. como Joe Briggs;
- Charles Halton como Albert Meng;
- Ethel Griffies como la señora Kane, la casera de Michael;
- Cliff Clark como Martin;
- Oscar O'Shea como el juez;
- Alec Craig como el abogado defensor de Briggs;
- Emory Parnell como el detective.